# Římskokatolická farnost u kostela sv. Štěpána Praha-Nové Město
Římskokatolická farnost u kostela sv. Štěpána Praha-Nové Město je územní společenství římských katolíků v rámci prvního pražského vikariátu arcidiecéze pražské. Farní kostel svatého Štěpána i historická vrcholně barokní budova fary se nachází v ulici Štěpánská. Farnost spravují jezuité a vzhledem k tomu je většina aktivit farnosti jakož i samotný farní úřad přesunut do jezuitského kostela sv. Ignáce na Karlově náměstí nebo do přilehlého sídla jezuitů (Ječná 505/2). U kostela sv. Ignáce je od roku 1948 zřízena samostatná duchovní správa, avšak dnes vzhledem k personálnímu propojení fakticky fungují oba subjekty jako jeden.

## Historie

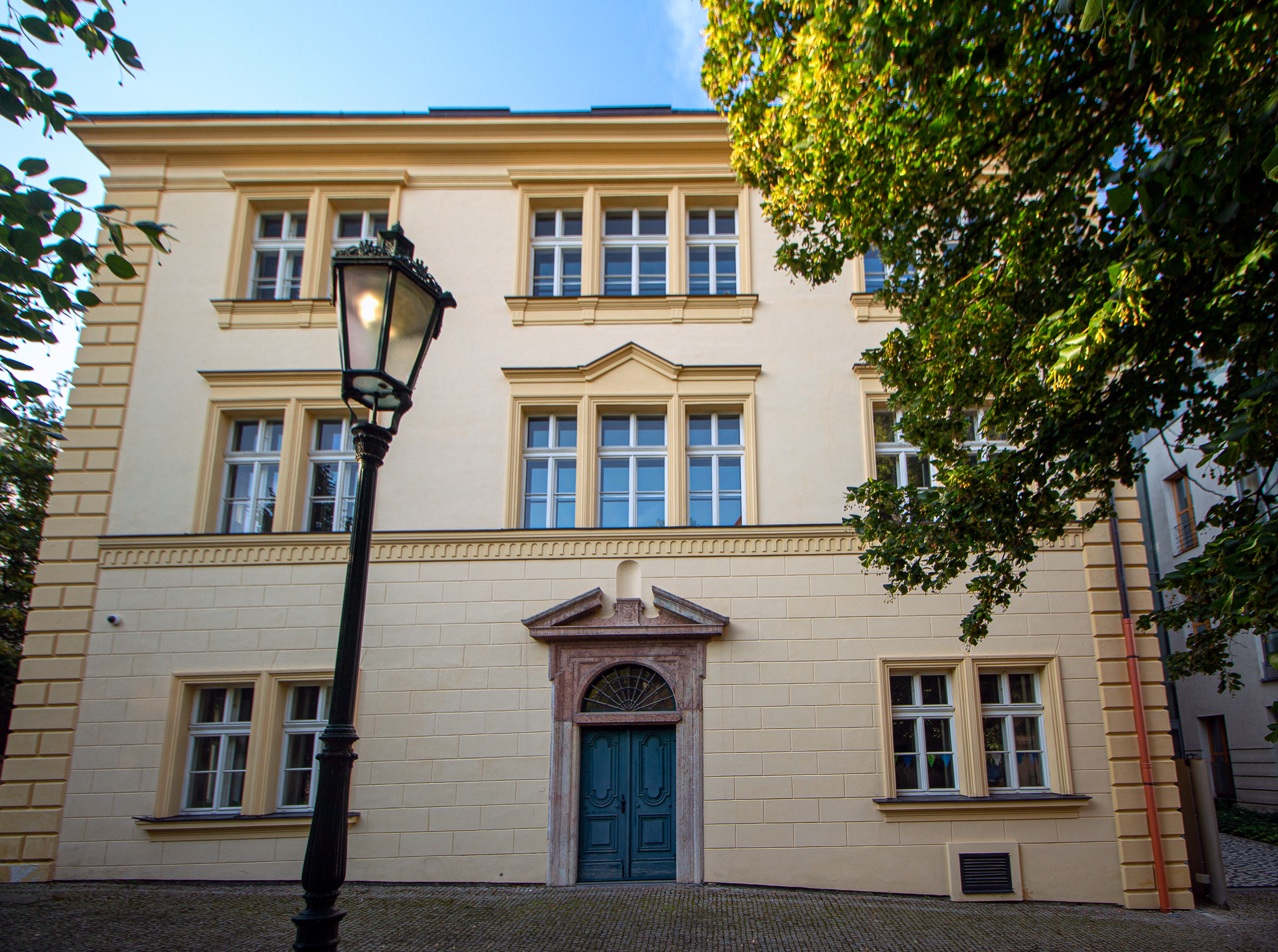
Budova bývalé fary dnes slouží jako sídlo Instituto Cervantes Praga

Svatoštěpánská farnost byla zřízena v souvislosti se založením Nového Města pražského ve 14. století za panování krále Karla IV. Správa byla zpočátku svěřena řádu křižovníků (usazených v nedalekém konventu na Zderaze?). Poprvé je zmíněna roku 1379 jako gotická jednotraktová farní budova měšťanského typu se dvěma křídly, obklopená zahradou a hřbitovem. Do dnešních dnů se dochovaly pouze části sklepa, které napovídají o možném tvaru původním půdorysu stavby.
Při husitských násilnostech se v ranních hodinách v neděli 30. července roku 1419 shromáždil dav v chrámu Panny Marie Sněžné, kde kázal pozdější vůdce pražských radikálů Jan Želivský. Mnoho Želivského stoupenců se dostavilo již ozbrojených. Poté se dav odebral ke kostelu sv. Štěpána, který byl před únorem (1419) husitským působištěm. V tu dobu zde probíhala mše, kterou husité rozehnali, a poté faru zdevastovali, vyrabovali a faráře oběsili. Možná zde Želivský sloužil liturgii za první vítězství. Poté se dav vydal před Novoměstskou radnici, kde požadoval propuštění vězněných stoupenců podobojí. Někteří konšelé byli po útoku na radnici vyhozeni okny a krutě ubiti.
Poté faru využívali podobojí husitští faráři.
Ve druhé polovině 17. století byly kostel, fara, kostnice a škola rekonstruovány a v 18. století byla fara včetně interiérů barokně přestavěna. Další opravy a drobné stavební úpravy pak byly realizovány v průběhu dalších staletí.
V současné době farní úřad sv. Štěpána sídlí na adrese Ječná 505 v těsném sousedství jezuitského kostela sv. Ignáce a barokní budova někdejší fary slouží jako sídlo ekonomické a obchodní oddělení Velvyslanectví Španělského království. Někdejší farní zahrady byly rozděleny a přeměněny na dvorek za budovou, park (u rotundy sv. Longina) a sportovní areál svatoštěpánské školy.

## Kostely farnosti
| Fotografie | Kostel                     | Místo           | Bohoslužba                            | Bohoslužba                            | Poznámka                                                                 |
| ---------- | -------------------------- | --------------- | ------------------------------------- | ------------------------------------- | ------------------------------------------------------------------------ |
|            | Kostel sv. Štěpána         | ul. Štěpánská   | pravidelné                            | pravidelné                            | farní kostel                                                             |
|            | Kostel sv. Ignáce z Loyoly | Karlovo nám.    | pravidelné                            | pravidelné                            | filiální kostel                                                          |
|            | Rotunda sv. Longina        | ul. Na Rybníčku | dle ohlášení (pravidelně jen akafist) | dle ohlášení (pravidelně jen akafist) | kaple (společné užívání s řeckokatolickou církví a řádem svatého Lazara) |